# راؤول أوسوريو
راؤول أوسوريو (بالإسبانية: Raúl Osorio)‏ (29 يونيو 1995 في تشيلي - ) هو لاعب كرة قدم تشيلي في مركز الدفاع. لعب مع نادي أوهيجينس.

## وصلات خارجية
- راؤول أوسوريو على موقع قاعدة بيانات كرة القدم.إي يو (الإنجليزية)
- راؤول أوسوريو على موقع Soccerway.com (الإنجليزية)
- راؤول أوسوريو على موقع AS.com (الإسبانية)